# NK Uskok Klis
Nogometni klub Uskok Klis hrvatski je nogometni klub iz Klisa.
U sezoni 2024./25. se natječe u 3. NL – Jug.

## Povijest kluba
Uskok je prvotno djelovao od 1930. do 1934. Uskok je obnovljen 1938. te prestaje djelovati 1941. Klub je obnovljen 1946., nakon Drugog svjetskog rata, kao dio Fiskulturnog društva Zvijezda. Od 1949. zove se Mladost, a od 1954. Uskok.

## Klupski uspjesi
Za vrijeme svoga djelovanja Uskok je najveći uspjeh postigao u sezoni 1994./95. kada su ušli u 1. B HNL. Sljedeće dvije sezone igrali su u prvoj-B ligi.
| Osvojena prvenstva | Osvojena prvenstva | Osvojena prvenstva                             |
| sezona             | rang               | liga                                           |
| ------------------ | ------------------ | ---------------------------------------------- |
| 1983./84.          | 5.                 | Međuopćinska liga Split – Makarska             |
| 1992.              | 4.                 | Dalmatinska liga – Srednja skupina – Skupina A |
| 1992./93.          | 3.                 | 3. HNL – Jug                                   |
| 1994./95.          | 2.                 | 2. HNL – Jug                                   |
| 1999./00.          | 4.                 | 1. ŽNL Splitsko-dalmatinska                    |
| 2008./09.          | 4.                 | 4. HNL – Jug A                                 |
| 2017./18.          | 1.                 | 1. ŽNL Splitsko-dalmatinska                    |
| 2024./25.          | 4.                 | 3. NL – Jug                                    |

Kup Nogometnog saveza Splitsko-dalmatinske županije: 2000./01., 2001./02.

## Poznati bivši igrači
- Vlatko Đolonga[2]
- Marino Biliškov[3]

## Plasman po sezonama
| - 1955./56. - 1956./57. - 1958./59. - 1960./61. - 1963./64. - 1964./65. - 1965./66. - 1966./67. - 1967./68. - 1968./69. | - 1972./73. - 1973./74. - 1974./75. - 1975./76. - 1976./77. - 1977./78. - 1978./79. - 1979./80. - 1980./81. - 1981./82. | - 1982./83. - 1983./84. - 1984./85. - 1985./86. - 1986./87. - 1987./88. - 1988./89. - 1989./90. - 1990./91. - 1992. | - 1992./93. - 1993./94. - 1994./95. - 1997./98. - 2001./02. - 2002./03. - 2003./04. - 2004./05. |

## Igralište
Igralište NK Uskoka nalazi se na predjelu Iza grada i u uporabi je od 1985. godine. Nalazi se ispod starovjekovne Kliške tvrđave.

## Knjige oUskoku
- Anka Đerek: 60 godina kliškog Uskoka: 1930. – 1990.,, Split, 1990.
- Jurica Gizdić: NK Uskok, Klis – povijesno desetljeće 1990. – 2000., Klis, 2000.
- Jurica Gizdić: 80 godina kliškog Uskoka, Klis, Split, 2010., ISBN 978-953-98236-1-8

## Vanjske poveznice
- Stranica kluba
- Profil, HNS Semafor